# Derek Warwick
Derek Stanley Arthur Warwick (Alresford, Hampshire, 27 augustus 1954) is een voormalige Britse autocoureur. Hij nam 162 keer deel aan de Formule 1 en behaalde 4 podiumplaatsen en 71 punten. Warwick won nooit een GP in de F1, maar was er wel enkele keren heel dicht bij. In 1992 won hij de 24 uren van Le Mans en het WK Sportscar met een Peugeot 905B.

## Carrière
Derek Warwick begon zijn carrière in het Britse Stock Car Racen (Superstox). In 1973 won hij het wereldkampioenschap Superstox en ging daarna Formule Ford en F3 rijden. Na het winnen van het Britse Formule 3-kampioenschap in 1978, volgde in 1981 zijn debuut in de Formule 1 bij het debuterende team van Toleman. In een ongeschikte auto kwalificeerde Warwick zich slechts een keer dat seizoen. Na dit moeizame begin ging het echter steeds beter met Warwick en het team. Eind 1983 reed hij met zijn TG 183 vier races achter elkaar in de punten.
Renault nam hem toen over en in de eerste race van 1984 in Jacarepagua leek hij met zijn RE50 op weg naar de zege tot de vering van zijn auto stukging. Zijn beste resultaten waren uiteindelijk twee tweede plaatsen op het circuit van Zolder en Brands Hatch. Eind 1984 kreeg Warwick een aanbieding van Williams maar hij besloot Renault trouw te blijven. Achteraf een verkeerde keuze want waar Williams een bloeiperiode tegemoet ging, zakte Renault weg en eind 1985 nam het team afscheid van Formule 1. Warwick kon overstappen naar het succesvolle  Lotus maar Ayrton Senna weigerde hem als teamgenoot omdat hij te snel was. Het team koos dan voor Johnny Dumfries. Deze beslissing was een zware domper op de verdere carrière van Warwick. 
Hierna zat Warwick een tijd zonder team, totdat Bernie Ecclestone hem midden 1986 vroeg de verongelukte Elio de Angelis te vervangen bij Brabham, maar ook Warwick kon weinig uitrichten met de revolutionaire BT-55. Vanaf 1987 reed hij voor Arrows waar hij weeral competitief leek en regelmatig punten pakte. Hij won bijna zijn eerste GP in Canada maar hij kreeg af te rekenen met motorproblemen. In 1990 volgde een seizoen bij het weggezakte Lotus waar hij een memorabele crash overleefde op het circuit van Monza. In 1989 geraakte hij bijna zijn teamgenoot en vriend Martin Donnelly kwijt bij een verschrikkelijke crash op het circuit van Jerez. In 1993 beëindigde Warwick zijn F1 carrière bij Footwork.
Tussendoor won Warwick in 1992 de 24 uur van Le Mans met Mark Blundell en Yannick Dalmas in een Peugeot 905B. Na zijn Formule 1-carrière reed hij ook een tijd in de BTCC. In 2005 was hij een van de deelnemers aan de Grand Prix Masters. Na zijn autosportcarrière werd hij concessiehouder van Honda garages, vastgoedmakelaar, President van de British Racing Drivers Club van 2011 tot 2017 en FIA F1 Steward.
Derek is de oudere broer van Paul Warwick, een talentvol autocoureur die in 1991 omkwam tijdens een F3000 race in Oulton Park. 

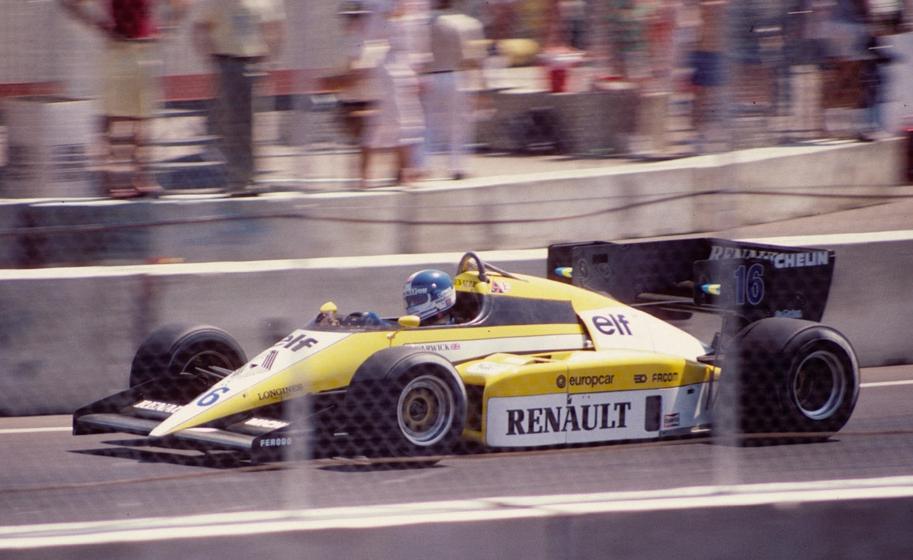
Derek Warwick met de Renault RE50 tijdens de Dallas GP in 1984
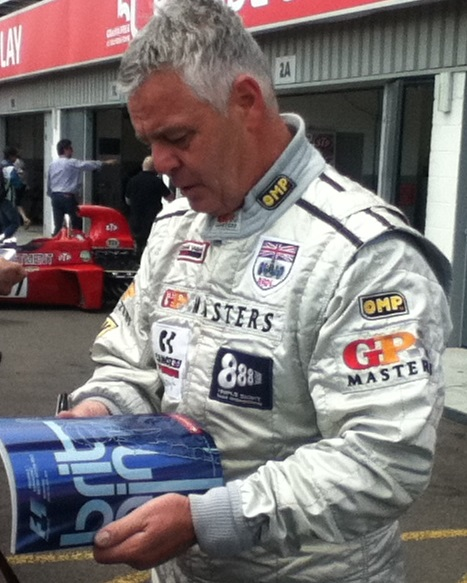
Derek Warwick in 2014